# Don Sidle
Donald Roy Sidle, detto Don (Dallas, 21 giugno 1946 – 25 maggio 1987), è stato un cestista statunitense, professionista nella ABA.

## Carriera
Venne selezionato dai San Francisco Warriors al terzo giro del Draft NBA 1968 (29ª scelta assoluta).

## Palmarès
- Quarantacinquesimo migliore rimbalzista di sempre ABA